# Škemljevec
Škemljevec – wieś w Słowenii, w gminie Metlika. W 2018 roku liczyła 22 mieszkańców.